# Kanonkuleträd
Kanonkuleträd (Xylocarpus) är ett trädsläkte med arterna Xylocarpus granatum och Xylocarpus moluccensis i familjen mahognyväxter (Meliaceae), vilka återfinns i Indiens mangroveträsk. Träden kallas detta på grund av de stora, nästan kulrunda, hårda kapselfrukterna. De stora pyramidformiga fröna, av vilka fett kan erhållas, är försedda med ett tjockt korkartat skal, som ger dem förmåga att flyta omkring på havet.